# العلاقات الكويتية اللاوسية
العلاقات الكويتية اللاوسية هي العلاقات الثنائية التي تجمع بين الكويت ولاوس.

## مقارنة بين البلدين
هذه مقارنة عامة ومرجعية للدولتين:
| وجه المقارنة                                              | الكويت        | لاوس        |
| --------------------------------------------------------- | ------------- | ----------- |
| المساحة (كم2)                                             | 17.82 ألف     | 236.80 ألف  |
| عدد السكان (نسمة)                                         | 4.14 مليون    | 6.86 مليون  |
| الكثافة السكانية (ن./كم²)                                 | 232.32        | 28.97       |
| العاصمة                                                   | مدينة الكويت  | فيينتيان    |
| اللغة الرسمية                                             | اللغة العربية | اللغة اللاو |
| العملة                                                    | دينار كويتي   | كيب لاوي    |
| الناتج المحلي الإجمالي (بليون دولار)                      | 120.13 مليار  | 16.85 مليار |
| الناتج المحلي الإجمالي (تعادل القوة الشرائية) بليون دولار | 290.53 مليار  | 38.71 مليار |
| الناتج المحلي الإجمالي الاسمي للفرد دولار أمريكي          | 29.30 ألف     | 1.82 ألف    |
| الناتج المحلي الإجمالي للفرد دولار أمريكي                 | 73.25 ألف     |             |
| مؤشر التنمية البشرية                                      | 0.816         | 0.575       |
| رمز المكالمات الدولي                                      | +965          | +856        |
| رمز الإنترنت                                              | .kw           | .la         |
| المنطقة الزمنية                                           | ت ع م+03:00   | ت ع م+07:00 |

## منظمات دولية مشتركة
يشترك البلدان في عضوية مجموعة من المنظمات الدولية، منها:
| علم المنظمة | اسم المنظمة                        | تاريخ انضمام الكويت | تاريخ انضمام لاوس |
| ----------- | ---------------------------------- | ------------------- | ----------------- |
|             | البنك الدولي للإنشاء والتعمير      | 13 سبتمبر 1962      | 5 يوليو 1961      |
|             | يونسكو                             | 18 نوفمبر 1960      | 9 يوليو 1951      |
|             | وكالة ضمان الاستثمار متعدد الأطراف | 12 أبريل 1988       | 5 أبريل 2000      |
|             | مؤسسة التمويل الدولية              | 13 سبتمبر 1962      | 29 يناير 1992     |
|             | منظمة الشرطة الجنائية الدولية      | ?                   | ?                 |
|             | الأمم المتحدة                      | 14 مايو 1963        | 14 ديسمبر 1955    |
|             | مؤسسة التنمية الدولية              | 13 سبتمبر 1962      | 28 أكتوبر 1963    |
|             | منظمة حظر الأسلحة الكيميائية       | ?                   | ?                 |

## وصلات خارجية
- موقع وزارة الخارجية الكويتية